# Ecuadorota
Ecuadorota es un género de foraminífero bentónico de la subfamilia Baggininae, de la familia Bagginidae, de la superfamilia Discorboidea, del suborden Rotaliina y del orden Rotaliida. Su especie tipo es Ecuadorota bristowi. Su rango cronoestratigráfico abarca desde el Chattiense (Oligoceno superior) hasta el Piacenziense (Plioceno superior).

## Discusión
Algunas clasificaciones han incluido Ecuadorota en la subfamilia Cancrisinae de la familia Cancrisidae.

## Clasificación
Ecuadorota incluye a la siguiente especie:
- Cibicorbis aspera †
- Cibicorbis herricki †
- Cibicorbis hitchcockae †